# Бо Бърнам
Робърт Пикъринг „Бо“ Бърнам (на английски: Robert Pickering "Bo" Burnham) е американски комик, музикант, писател, актьор и режисьор. Работата му често съчетава елементи от мюзикъл, скечове и стендъп комедия със създаване на филми. Комедийните му продукции Inside (2021) и Eighth Grade (2018) получават високи оценки от критиката.

## Биография
Робърт Пикъринг Бърнам е роден през 1990 г. в Хамилтън, Масачузетс, син на медицинската сестра Патриша и собственика на строителна компания Скот Бърнам. Той има по-голяма сестра на име Сам и по-голям брат на име Питър, като и двамата работят за семейната строителна компания.
Бърнам е възпитан като католик и посещава подготвителното училище „Сейнт Джон“ в Данвърс, Масачузетс. Дипломира се през 2008 г. с отличие. Приет е в училището по изкуства Tisch на Нюйоркския университет, за да учи експериментален театър, но отлага приема си за една година, за да продължи кариерата си като комик и в крайна сметка никога не посещава университета.

## Творчество
Бърнам започва кариерата си в „Ютюб“ през 2006 г., като към юни 2022 г. видеоклиповете му имат над 600 милиона гледания.
През декември 2006 г. Бърнам иска да покаже две песни, написани от него, на по-големия си брат Пийт, който наскоро се е преместил, за да следва в университета в Ню Йорк. Приятел му предлага да се снима как изпълнява песните в спалнята си и да ги публикува в „Ютюб“, който по това време е сравнително нов уебсайт. Песента му My Whole Family... бързо става популярна, когато връзката към нейното видео в „Ютюб“ е споделена на Break.com и оттам в други сайтове.
Акомпанирайки си на китара или пиано, Бърнам продължава да пуска песни и видеоклипове онлайн, които определя като „пубертетска музикална комедия“. Аудиторията му расте. Музиката и изпълненията на Бърнам засягат теми като класа, раса, пол, човешка сексуалност, пол и религия. Той пише и издава песни за превъзходството на бялата раса, уврежданията на Хелън Келър, хомосексуалността и др. Всички домашни видеоклипове на Бърнам са записани от самия него в и около дома на семейството му в Хамилтън, Масачузетс, предимно в спалнята му и имат умишлено създадено „[усещане за] направи си сам, почти като воайорство“.
Когато е на 17 години, през януари 2008 г., Бърнам записва участие в Лондон за The World Stands Up на Comedy Central (излъчено на 30 юни), което го прави най-младият човек с такова участие. Подписва сделка с Comedy Central Records за четири албума. Първият пълен албум на Бърнам, едноименният Bo Burnham, е издаден на 10 март 2009 г.
Бърнам издава общо четири комедийни албума в периода между 2008 г. и 2013 г. през Comedy Central Records, продуцира три комедийни филма – Words, Words, Words (2010), what. (2013) и Make Happy (2016) – и създава през 2013 г. mockumentary сериала Zach Stone Is Gonna Be Famous за MTV.

Бърнам издава и книга с поезия, наречена Egghead: Or, You can't Survive on Ideas Alone.
През 2016 г. Бърнам обявява, че сменя кариерата си, и пише и режисира филма Eighth Grade, който излиза през 2018 г. при положителни отзиви на критиката. Като режисьор той режисира и специални комедийни предавания на живо. През 2020 г. участва в наградения с Оскар комедиен трилър „Момиче с потенциал“.
Бърнам пише и режисира първия си пълнометражен филм, Eighth Grade, който е продуциран и разпространен от A24 и е представен на филмовия фестивал „Сънданс“ през януари 2018 г. Филмът е универсално добре приет; наред с други отличия, той получава наградата на Гилдията на американските сценаристи за най-добър оригинален сценарий и наградата на Гилдията на американските режисьори за изключителна режисура – първи игрален филм. Той събира 99% рейтинг на одобрение на Rotten Tomatoes въз основа на 316 оценки, и има средна оценка 89 от 100 на Metacritic.
Бърнам режисира специалното комедийно предаване 8 на Джерод Кармайкъл за HBO през 2017 г. и специалното предаване на Крис Рок Tamborine (2018) за „Нетфликс“.
През 2019 г. е обявено, че Бърнам ще допринесе с песни за предстоящия филм „Улица Сезам“.
През 2020 г. Бърнам играе любовния интерес на главния герой Райън Купър в черната комедия „Момиче с потенциал“. Филмът дебютира на филмовия фестивал „Сънданс“, където получава одобрение от критиците и по-късно е номиниран за Оскар за най-добър филм.
През април 2021 г. Бърнам слага край на отсъствието си от социалните медии, за да обяви, че на 30 май ще излезе четвъртият му филм Inside. Създаден само от Бърнам в къщата му за гости без екип или публика по време на пандемията от COVID-19, Inside получава широко одобрение. Филмът е номиниран в шест категории за 73-те награди „Еми“ за креативни изкуства, като печели три от тях: за изключителна режисура за специално развлекателно предаване, изключителна музикална режисура и изключителен сценарий за специално развлекателно предаване. Inside е номиниран и за 2 награди на 64-те награди „Грами“ за най-добър музикален филм и най-добра песен, написана за визуални медии (All Eyes on Me), като печели във втората категория. Три песни от специалното издание (Bezos I, All Eyes on Me и Welcome to the Internet) се появяват в класациите на Билборд и са сертифицирани като златни в Съединените щати, както и придружаващият албум Inside (The Songs).
Бърнам режисира, монтира и продуцира специалната комедия на Кармайкъл „Ротаниел“ (2022), която получава одобрението на критиката.

## Стил
Бърнам е цитирал Кейт Берлант, Катрин Брейлат, Джордж Карлин, Джон Касаветис, Flight of the Conchords, Мич Хедбърг, Антъни Йеселник, Стивън Линч, Деметри Мартин, Стийв Мартин, Тим Минчин и Ханс Теувен като комици, повлияли при формирането на стила му. Музикалният му стил предизвиква сравнения с Том Лерер.

## Личен живот
Бърнам има връзка с режисьорката Лорен Скафария от 2013 г. Двамата живеят в Лос Анджелис.